# 高沟镇 (涟水县)
高沟镇是江苏省涟水县名镇，位于中國江苏省涟水县西北部，濒临六塘河，是江苏名酒今世缘的生产地。
2018年12月1日，撤销高沟镇、前进镇，设立新的高沟镇。以原高沟镇、前进镇所辖区域和义兴镇的尹荡、大胡、万圩、南园、灰墩、天鹅、陈沟、王嘴、墩南9个村委会区域以及岔庙镇的大兴村委会区域为高沟镇行政区域。高沟镇人民政府驻高东村境内，办公地址为高云路1号。

## 政区
处于淮安市、宿迁市、连云港市三市交界处，属江苏省涟水县，全镇人口约11万，总面积约102平方公里。
现辖：
镇东社区、镇西社区、高秀社区、高东社区、盐店村、高西村、晏庄村、七里村、胡窑村、高南村、三丰村、许庄村、常园村、常兴村、张圩村、花园村、荀庄村和大兴村。

## 著名人物
吴强，长篇小说《红日》作者。

## 中桥口
中桥路是该镇的商业中心。

## 特产
- 高沟捆蹄。
- 高沟大曲，现发展为今世缘白酒，1915年裕源槽坊酿制的高沟大曲一举夺得巴拿马万国博览会金奖。
- 鸡糕。

## 交通
镇中心距离长深高速公路高沟出口5公里。